# شیلینگفورد سنت جورج

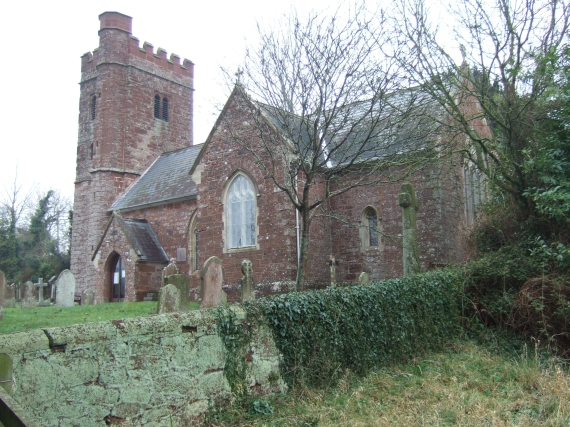

شیلینگفورد سنت جورج (انگلیسی: Shillingford St. George) روستایی در دوون شرقی در انگلستان است.